# Pensionopolis
Der Begriff Pensionopolis (zusammengesetzt aus Pension und griech. polis für Stadt) kennzeichnet eine städtische Entwicklungsstrategie sowie jene Orte, an denen diese verfolgt wurde oder wird.

## 19. Jahrhundert
Im 19. Jahrhundert wurde die Idee der Pensionopolis in Deutschland erstmals verfolgt. Ziel städtischer Entwicklungspolitik war es dabei, Pensionäre anzuziehen und in der Stadt wohnhaft zu machen. Dabei muss es sich nicht zwangsläufig um Rentner im heutigen Sinne gehandelt haben (wenngleich etwa pensionierte Beamte eine größere Gruppe darstellten), vielmehr wurde auch die Gruppe der Rentiers jeden Alters umfasst, also von Personen, die von ihren Kapitaleinküften leben konnten und keiner Erwerbsarbeit nachgehen mussten.
Die Idee der Pensionopolis wurde vor allem von kleineren und mittleren Städten verfolgt, in denen die Industrialisierung in Deutschland kaum stattfand oder nicht gewollt war. Stattdessen betrachtete man die landschaftliche Lage – etwa am Rand von Mittelgebirgen mit geringer Luftverschmutzung – als Kapital und investierte in die Anlage von Villenvierteln, Parks, Theatern, Kurbädern, Casinos und ähnlicher Infrastruktur, um die entsprechende Klientel anzuziehen. Im Deutschen Kaiserreich konnten die Kommunen und Länder einige Steuersätze (z. B. Aufschlag auf die Einkommensteuer, Höhe der Vermögensteuer) selbst beeinflussen, was einige Städte nutzten, um vermögende Einwohner mit niedrigen Steuern anzulocken. Durch die Steuerreformen unter Finanzminister Matthias Erzberger im Jahr 1920 wurden diese Regelungen zugunsten gesamtstaatlicher Steuersätze abgeschafft. 
Typische Beispiele einer Pensionopolis waren im 19. Jahrhundert etwa Freiburg im Breisgau, Baden-Baden, Wiesbaden, Göttingen, Goslar, Naumburg, Oberlößnitz und Niederlößnitz sowie Görlitz; im Habsburgerreich Graz.

## 21. Jahrhundert
Im 21. Jahrhundert wurden die Ideen vor dem Hintergrund des Demografischen Wandels in Deutschland wieder aufgegriffen, und einige Städte versuchen, durch besonders seniorengerechte Infrastruktur zahlungskräftige Rentner als Zuwanderer anzuziehen und damit ihre Zukunft zu sichern. Dieser Trend kennzeichnet insbesondere kleinere Kurstädte wie das südbadische Bad Krozingen, aber auch Städte, die ihre industrielle Basis verloren haben, wie etwa Görlitz.